# 鄒淵

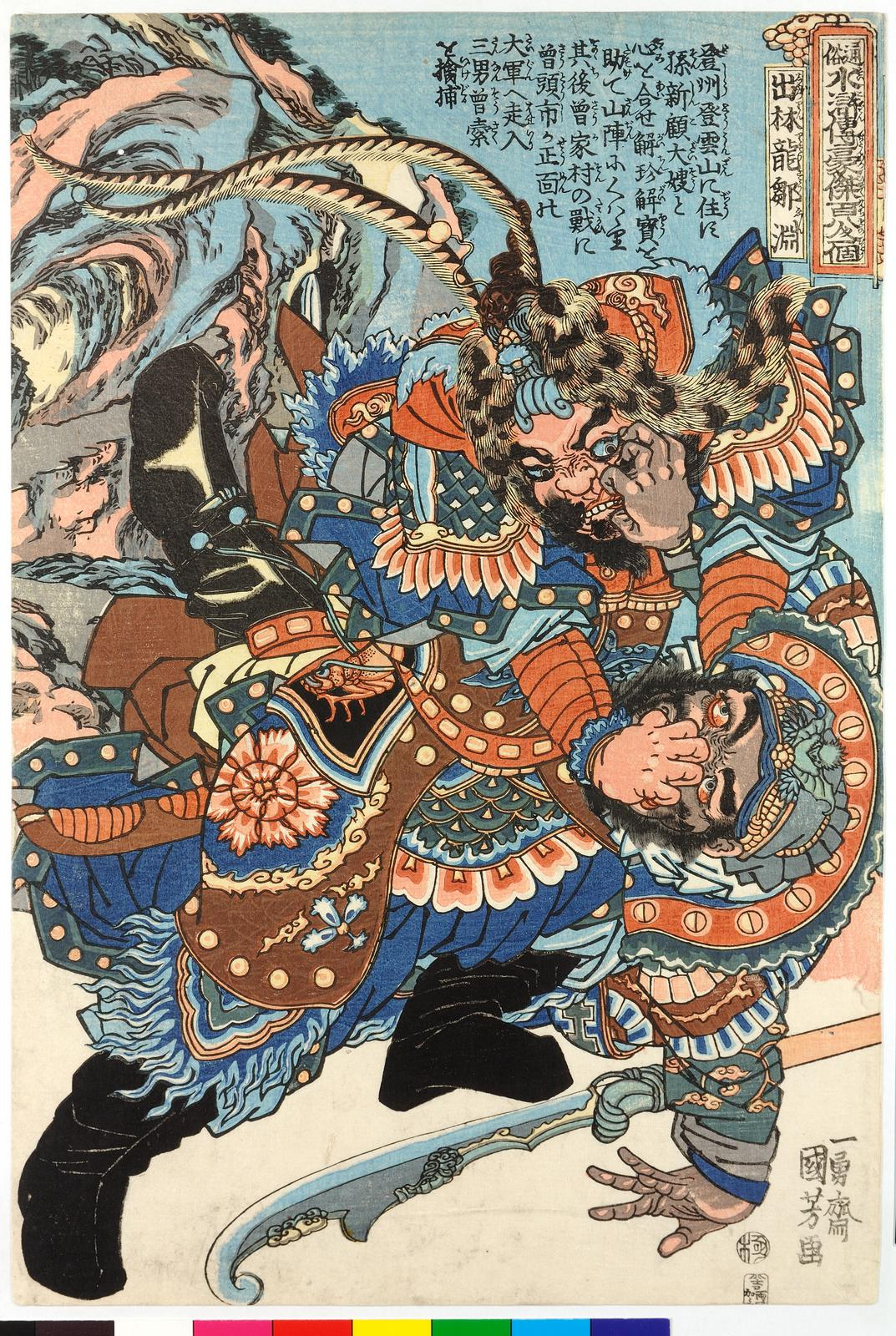
鄒淵

鄒 淵（すう えん）は、中国の小説で四大奇書の一つである『水滸伝』に出てくる登場人物。梁山泊第九十位の好漢で、地短星の生まれ変わり。気性が激しく純粋で感じやすい性格。渾名は「出林龍（しゅつりんりゅう）」（林から出てきた龍という意）。得物は「大斧」。甥に鄒潤がいる。

## 生涯
登州の登雲山で鄒潤と共に手下を率いて山賊をしていた。また、鄒潤とともに博打好きであり、それが縁で賭場も営んでいる孫新と顧大嫂とは顔見知りで、しかも遠い親戚関係でもあった。
ある日、孫新から毛家に騙されて監禁され殺されそうになる解珍と解宝の牢破りを頼まれると、鄒潤とともに快く承諾した。さらに孫立も加わり、鄒淵達は信頼できる手下だけを引き連れて孫新達とともに役所と毛家の屋敷を襲い、解珍と解宝を救出して毛太公・毛仲義父子一族と毛太公の女婿である孔目（裁判官）の王正らを皆殺しにした。登州から逃亡した後は、鄒淵の友人である楊林、鄧飛、石勇らを頼って梁山泊へ向かうが、梁山泊は祝家荘の祝朝奉らと戦っている最中であった。そこで呉用の策に協力し、孫立らとともに祝家荘へ梁山泊討伐の協力と偽って潜入し、内部から攻め上げて祝家荘を滅ぼす手助けをした。その後、鄒潤、孫立らとともに梁山泊入りする。
梁山泊入山後は、鄒潤とともに歩兵軍将校となる。その後は、呼延灼戦、北京攻め、曾頭市攻めにも参加している。朝廷招安後も遼国戦、田虎、王慶討伐に参加した。方臘討伐では、歙州攻めで強敵・王寅を鄒潤、黄信、孫立らとともに攻めかかり、さらに林冲が加わったことでこれを屠ったが、最後の清渓県の戦いの乱戦で戦死する。
| スタブアイコン | サブスタブ | この項目は、まだ閲覧者の調べものの参照としては役立たない、文学に関連した書きかけの項目です。この項目を加筆・訂正などしてくださる協力者を求めています（P:文学、PJ:ライトノベル）。項目が小説家・作家の場合には{Writer-substub}を、文学作品以外の本・雑誌の場合には{Book-substub}を貼り付けてください。 |